# Jane Wilde Hawking
Jane Wilde Hawking Jones, née Jane Beryl Wilde le 29 mars 1944 à St Albans (Hertfordshire, Royaume-Uni), est une auteure et éducatrice britannique. Elle est la première épouse du physicien Stephen Hawking .

## Biographie
Jane Beryl Wilde, née le 29 mars 1944, est la fille de Beryl Eagleton et George Wilde. Elle grandit à St Albans, Hertfordshire où elle étudie les langues, obtenant plus tard son doctorat en langues romanes au Westfield College à Londres. En 1965, elle se marie avec Stephen Hawking, dont elle a fait la rencontre à une fête de l'université grâce à des amis communs. Le couple a trois enfants : Robert (né en 1967), Lucy (née en 1969) et Tim (né en 1979). Jane et Stephen Hawking se séparent en 1990 et divorcent cinq ans plus tard. Jane Wilde se remarie ensuite à un ami de la famille, le musicien Jonathan Hellyer Jones. Jane a aidé Stephen à traverser ses problèmes de santé pendant des années alors qu'il continuait de travailler.
En 1999, elle écrit un livre sur son mariage avec Stephen, Music to Move the Stars: A Life with Stephen. Lorsque le physicien se sépare de sa deuxième femme Elaine, Jane et lui établissent une relation de travail. En 2007, une nouvelle version - beaucoup plus détaillée - de la biographie est publiée sous le titre de Travelling to Infinity: My Life with Stephen.

## Œuvres
- Music to Move the Stars: A Life with Stephen Macmillan Publishers, London 1999  (ISBN 0-333-74686-4)

- Travelling to Infinity: My Life with Stephen Alma Books 2007  (ISBN 1-84688-065-3)

En français il paraît sous le titre : Une Merveilleuse Histoire du temps : Ma vie avec Stephen Hawking et a été publié aux éditions Terra Nova (2016)

## Médias
Jane Wilde Hawking a été représentée à la télévision par Lisa Dillon en 2004 dans Hawking. Elle a été représentée par Felicity Jones dans le film de 2014 Une merveilleuse histoire du temps (pour lequel Jones a reçu une nomination pour l'Oscar de la meilleure actrice) qui a été adapté de son mémoire Travelling to Infinity: My Life with Stephen.